# 学校法人湘南ライナス学園
湘南ライナス学園（しょうなんライナスがくえん）とは、神奈川県小田原市で湘南ライナス学園小学部・中学部・高等部を運営していた私立の学校法人である。

## 教育の特徴
- 学習障害やアスペルガー症候群の子どもたちを中心として、各児童・生徒ごとに個別指導計画を作成し、教育を行なっていることで知られていた。（中学の場合1クラス2-3人程度）
- 学校経営への保護者の参画を推進しており、理事会には保護者も構成員として参加していた。
- 国立病院機構箱根病院の敷地内にあるが、同病院の休閑施設を有償で借りうけているのみであり、学校法人と国立病院機構とは経営上の関係はなかった。
- 社会性の育成のために、店舗実習を利用した就労訓練を行った。店舗は最大で5店舗まで拡大した。

## 学校所在地
- 神奈川県小田原市風祭487−1
  - 風祭駅（箱根登山鉄道鉄道線）より徒歩5分。

## 沿革
- 1985年神奈川県藤沢市で障害を持つ子どもの保護者による任意団体「ライナスの会」が発足。
- 1994年任意団体ライナス教育研究所に改称。民間相談機関として活動するようになる。
- 神奈川県LD親の会「にじの会」や、神奈川学習障害教育研究協会が主催する疑似体験ワークショップ等に参加。
- 1996年不登校児の支援事業を開始。
- 1999年フリースクール事業開始。学校法人の前身となる「フリースクールライナス」開設。
- 2000年文部科学省研究委嘱。文部科学省や国会議員、各自治体から視察が相次ぐ。
- 2004年構造改革特区に認定。
- 2005年学校法人として開校。
- 2012年閉校。[1]

## 関連人物
- 栁沼卓二：元理事長
- 最上学：元理事
- 横居英克：元理事
- 増田和也：前理事長
- 吉崎芳郎：現理事長
- 吉崎真理：初代学園長

## 注記
1. ↑  ライナス学園31日閉校…神奈川、読売新聞、2012年3月7日